# Choga Mami
Choga Mami es un yacimiento arqueológico de la cultura de Samarra en la provincia de Diala, al este de Irak en la región de Mandali. En este lugar se ha hallado el sistema de irrigación más antiguo conocido que data de alrededor del 6000 a. C.
El lugar, a unos 112 km al noreste de Bagdad, se ha datado mediante radiocarbono a finales del VI Milenio a. C.. Fue ocupado en varias fases de la cultura de Samarra a la de Ubaid con edificios rectangulares construidos con ladrillos de adobe, incluyendo una torre de guardia a la entrada del asentamiento. Además de ganadería vacuna, ovejas y cabras, se cultivaba trigo, cebada y lino con la ayuda de las canalizaciones hidráulicas construidas.
Se han encontrado objetos arqueológicos del tipo de figurillas femeninas de arcilla y cerámica pintada de la cultura de Samarra.